# 马丁·比贝尔
马丁·比贝尔（Martin Bieber，1900年11月10日 - 1974 年10月19日）是一位納粹德國德意志國防軍将领，曾在第二次世界大战期间指挥过包括第62国民掷弹兵师在內的几个师级单位，曾获颁騎士鐵十字勳章，最终在1945年5月向蘇聯紅軍投降，被蘇聯方面判为战犯，一直监禁到1955年10月。他于1974年死于杜塞尔多夫。